# Finsteres Loch (Schwäbische Alb)
Das Finstere Loch (früher Finsterloch) ist eine Karsthöhle im Felsmassiv Rosenstein bei Heubach im Ostalbkreis, Baden-Württemberg.

## Geographische Lage
Das Finstere Loch liegt in einem Naherholungsgebiet an der bewaldeten Südseite des Rosensteins, ca. zwei Kilometer östlich von Heubach auf rund 670 m. ü. NHN.
Die Höhle ist nur zu Fuß und über teilweise unbefestigte Waldwege zu erreichen.

## Beschreibung
Die Durchgangshöhle ist mit einer Gesamtlänge von 140 Meter die längste der mehr als 30 Höhlen am Rosenstein. Sie verfügt, neben den beiden natürlich entstandenen Mundlöchern im Süden und Nordosten, über einen weiteren seitlichen Zugang, das sogenannte Fenster. Bearbeitungsspuren im Fels zeigen, dass es sich hierbei um eine künstlich geschaffene Öffnung handelt. Wann und zu welchem Zweck sie in der Mitte der Höhle angelegt wurde, ist nicht bekannt.
Die Höhle weitet sich kurz hinter dem südlichen Eingang in eine bis zu 17 m breite und 5 m hohe Halle. Über einen Versturz führt der Höhlengang weiter, wird schmaler, niedriger, steigt an und mündet nach etwa 50 m in einer weiteren, nun 36 m langen und bis zu 6,5 m breiten Halle, die an ihrer höchsten Stelle über 13 m misst. Über ein Gefälle führt ein 25 m langer Gang zum nordöstlichen Ausgang der Höhle.
Zum Schutz überwinternder Fledermäuse sind die drei Höhlenzugänge mit Gittern versehen. Das Gitter am Südeingang besitzt eine Tür, die während der Sommermonate geöffnet ist.

## Geschichte
1919 entdeckte der Heubacher Heimatforscher Franz Keller bei Ausgrabungen im Eingangsbereich der Höhle mehrere ausgedehnte Brandschichten. Deren Höhe und Länge sowie die Dicke der Zwischenschichten lassen darauf schließen, dass sich im Finsteren Loch über längere Zeiträume Menschen aufgehalten haben müssen.
Neben mittelalterlichen Gefäßscherben und einer Vielzahl menschlicher und tierischer Knochen fanden sich auch Ringe, Messer und eine Kupfermünze römischen Ursprungs.

## Zugang

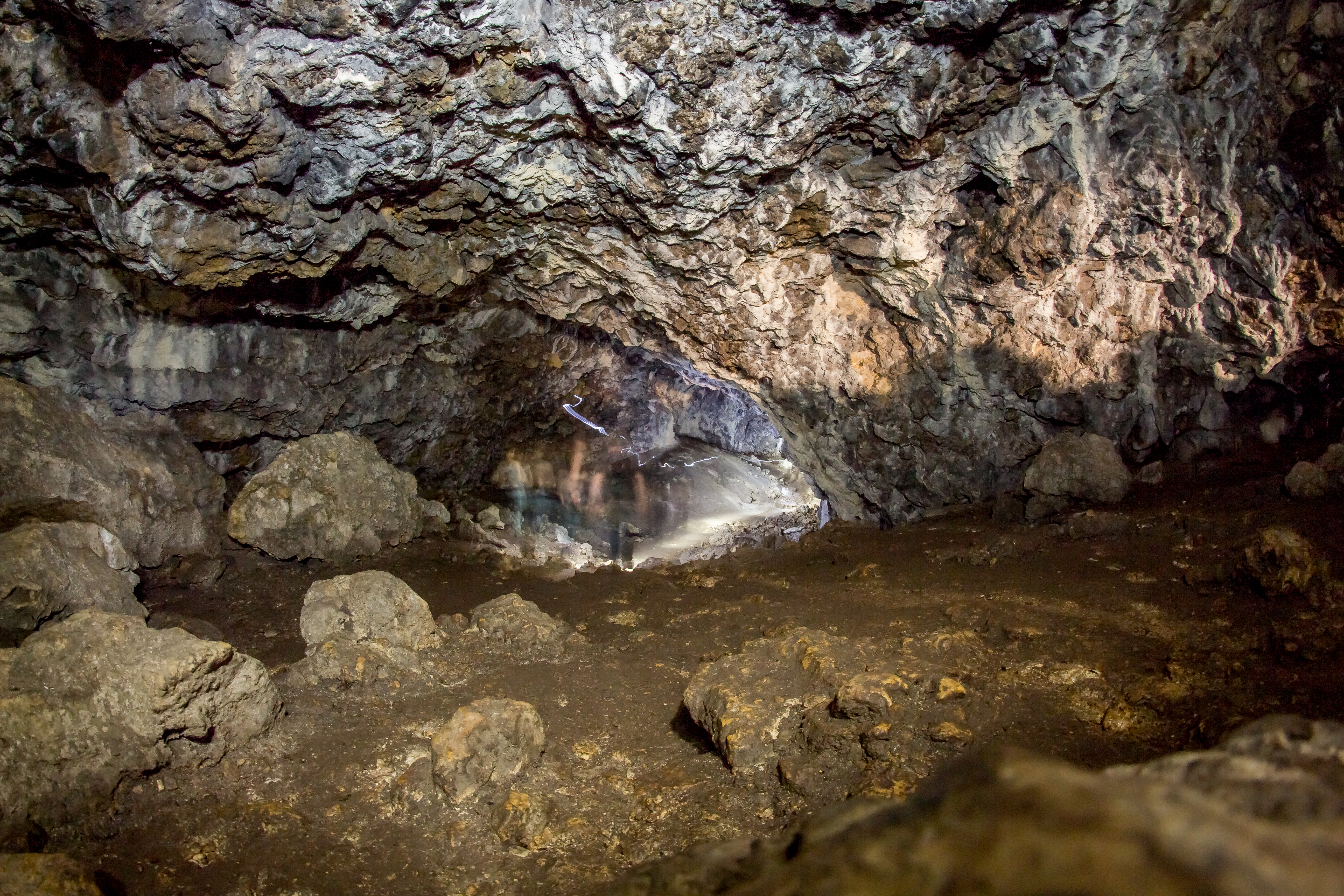
Langzeitbelichtung aus dem Inneren der Höhle

Von Anfang Mai bis Ende September kann das Finstere Loch durch den Südeingang ohne Höhlenführer befahren werden. Der Eingang liegt offen im Wald, Eintritt wird nicht erhoben. Die Höhle ist allerdings nicht touristisch erschlossen, das bedeutet: 
- Es ist kein künstliches Licht installiert.
- Der Höhlengang führt unbefestigt und ohne Sicherung auch über Geröll und einige steile Abschnitte.
- Tragbare Lampen (mit Reserve), festes Schuhwerk und robuste Kleidung sind für die Befahrung unbedingt erforderlich.
- Bei Alleinbefahrungen besteht das Risiko, bei einem Unfall keine Hilfe zu erhalten.

Von Oktober bis April ist der Südeingang per Gitter verschlossen, um den Fledermäusen ihre Winterruhe zu gewähren.